# Ch'io mi scordi di te... Non temer, amato bene
Ch'io mi scordi di te? ... Non temer, amato bene è un'aria da concerto scritta da Wolfgang Amadeus Mozart nel 1786.

## Storia
Mozart, nel marzo 1786, realizzò un'esecuzione privata della sua opera Idomeneo presso l'abitazione del principe Karl Auersperg; per quell'occasione scrisse l'aria con recitativo Non più, tutto ascoltai, con violino obbligato, che era destinata a essere inserita nella parte iniziale del secondo atto dell'opera. Alcuni mesi dopo il musicista compose, sullo stesso testo, una nuova aria con recitativo Ch'io mi scordi di te? ... Non temer, amato bene per soprano, orchestra e pianoforte obbligato, sostituendo questo strumento al violino. Questa nuova impostazione fu realizzata appositamente per Nancy Storace, giovane soprano già prima interprete di Susunna ne Le nozze di Figaro del maggio 1786. Nella dedica, presente nel suo personale catalogo delle opere, Mozart scrisse, con data 27 dicembre 1786, "Per M.lle Storace e per me" poiché intendeva accompagnarla egli stesso nell'esecuzione al pianoforte. Il brano fu composto subito prima che la cantante si trasferisse in Inghilterra, a Londra, sua città natale e fu eseguito nel suo concerto d'addio il 23 febbraio 1787 al Theater am Kärntnertor di Vienna. Il musicista interpretò nuovamente la composizione con il soprano Josepha Duschek il 12 maggio 1789 al Gewandhaus di Lipsia, città dove sostò durante il suo viaggio nella Germania settentrionale.
Il testo della composizione fu scritto da Giambattista Varesco, cappellano di corte dell'arcivescovo, tratte dal libretto originale da lui scritto per l'Idomeneo nel 1781.   

## Testo
Non temer, amato bene,
In te sempre il cuor sarà.
Più non reggo a tante pene,
l'alma mia mancando va.
Tu sospiri? o duol funesto!
Pensa almen che istante è questo.
Non mi posso, oh Dio! spiegar.
Non temer, amato bene,
Per te sempre il cuor sarà.
Stelle barbare, stelle spietate!
perché mai tanto rigor?
Alme belle che vedete
le mie pene in tal momento,
dite voi, s'egual tormento
può soffrir un fido cuor?»

## Struttura e analisi
- Ch'io mi scordi di te?, Recitativo. Andantino (La bemolle maggiore)
- Non temer, amato bene, Rondò. Andante (Mi bemolle maggiore)

Il recitativo, di sole 27 battute, inizia nella tonalità di La bemolle maggiore; dopo le prime frasi aumenta di intesità e velocità. L'intevento dei fiati porta a una modulazione in Mi bemolle maggiore e il pianoforte, con un leggero passaggio, dà avvio al Rondò. Rispetto alla precedente aria Non più, tutto ascoltai, la nuova scena scritta da Mozart è di gran lunga più interessante, tanto da essere considerata come uno dei più notevoli capolavori del genere.  Mentre la prima può essere considerata una composizione d'occasione, con un recitativo molto lungo e un po' tedioso, Ch'io mi scordi di te è una composizione scritta con sentimento che sembra proprio nascere dal cuore.
Infatti, secondo Nissen, il Rondò «combina l'agio e il fascino del più recente gusto canoro italiano e tutte le risorse dell'accompagnamento strumentale più bello ed eloquente con così tanta veridicità e potenza d'espressione, come solo il più fortunato impiego di ogni possibile incantesimo poteva permettere anche al più geniale compositore».